# Saticula

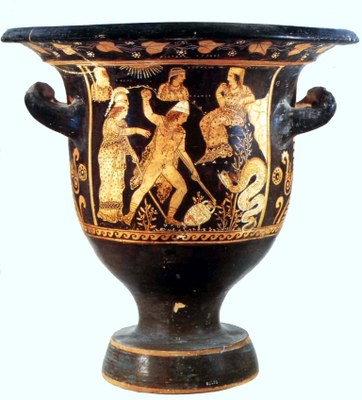
Cadmos et le dragon. Cratère trouvé à S. Agata de' Goti

Saticula est le nom d'une ancienne cité samnite, qui faisait partie de la Confédération des cités samnites.

## Histoire
Saticula a pris part aux guerres samnites du IVe siècle av. J.-C., au cours desquelles elle fut détruite par les Romains qui entendaient se venger de l'humiliation des Fourches Caudines (321 av. J.-C.).
L'étymologie de son nom vient peut-être de « sati-kò » en langue osque, et en effet elle est connue ainsi comme « Saticola ». Son origine pourrait remonter aux migrations des Osques vers le sud de l'Italie (VIe et Ve siècles av. J.-C.). Elle fut aussi sous l'influence des Étrusques. On pense que l'actuelle ville de Sant'Agata de' Goti, dans la province de Bénévent, en Campanie est bâtie sur les ruines de Saticula.
Différents objerts issus de fouilles archéologiques se trouvent au Musée archéologique national du Sannio Caudino à Montesarchio.

## Galerie

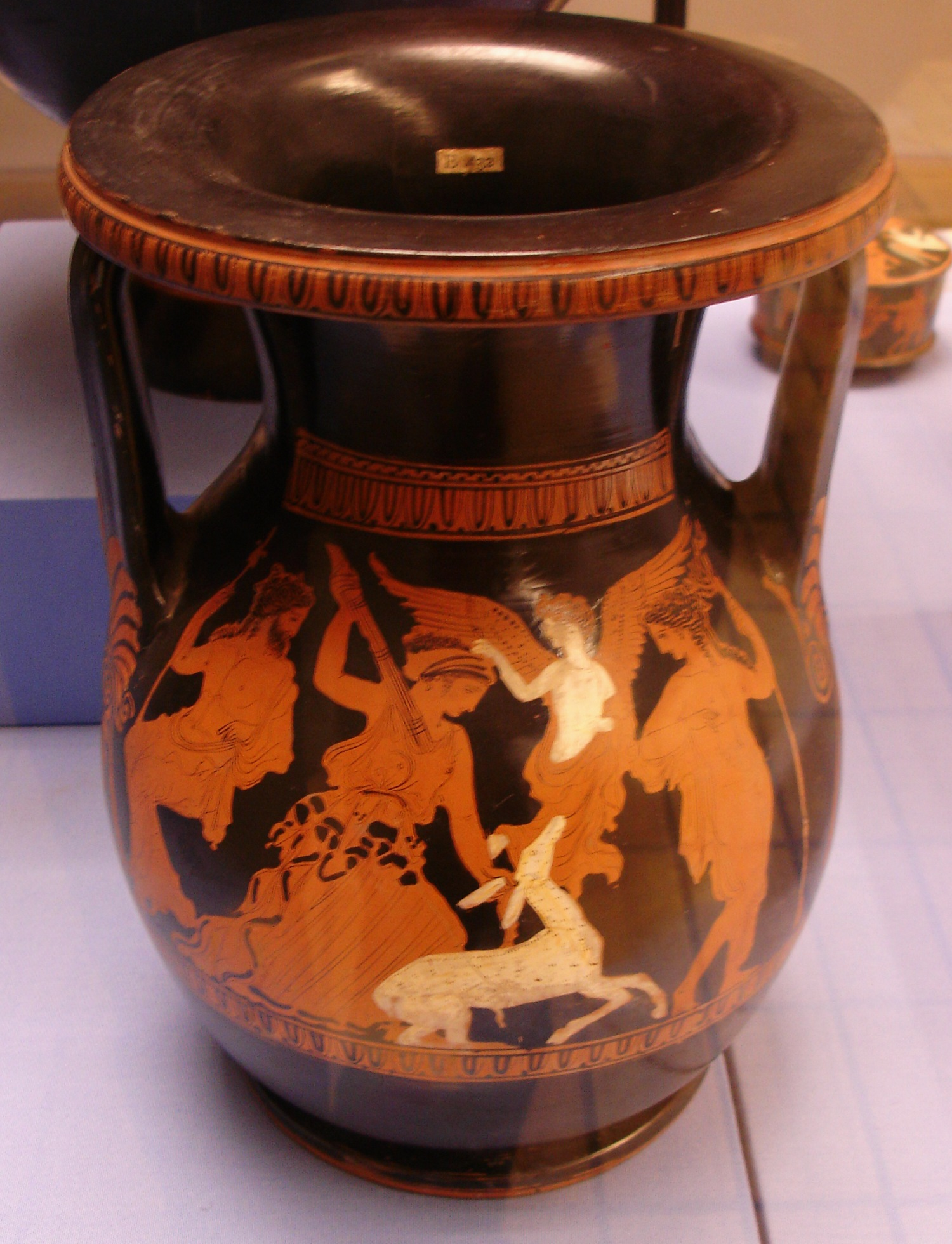
Artémis chassant un cerf Péliké trouvée à S. Agata de' Goti
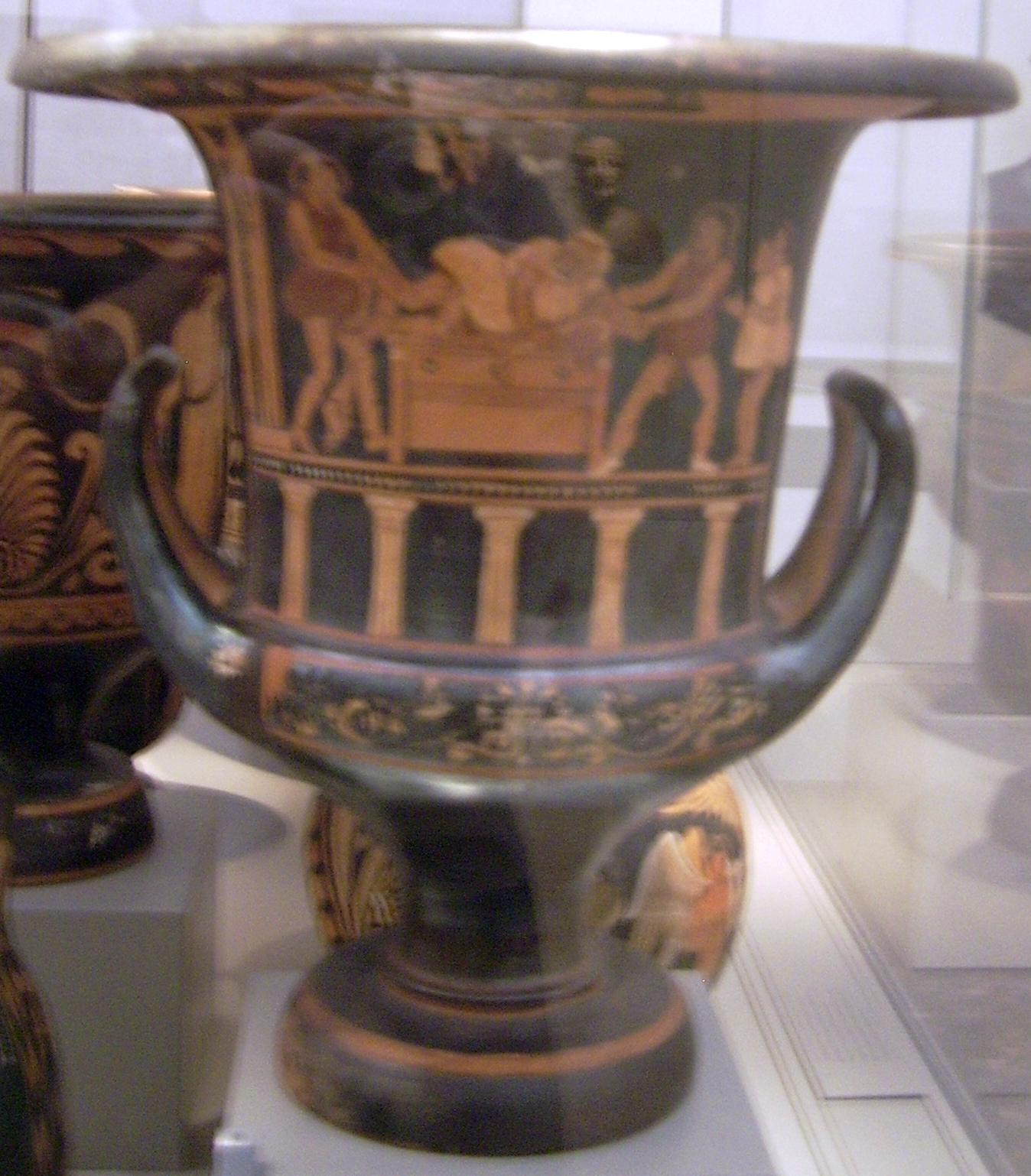
Trois hommes dépouillant un avare Cratère trouvé à S. Agata de' Goti

## Sources
- (it) Cet article est partiellement ou en totalité issu de l’article de Wikipédia en italien intitulé « Saticula » (voir la liste des auteurs).

### Sources anciennes
- Virgile, Énéide, VII.
- Tite-Live, Ab Urbe condita, I, 7, 32 et 34.